# Dan Lungu
Dan Lungu (n. 15 septembrie 1969, Botoșani, România) este scriitor, profesor și om politic român. A condus Muzeul Național al Literaturii Române din Iași (2013-2017) și este conferențiar universitar doctor la Catedra de Sociologie a Facultății de Sociologie și Științe Social-Politice de la Universitatea „Alexandru Ioan Cuza”, Iași. În 2016 acesta a candidat pe listele partidului Uniunii Salvați România (USR), fiind ales senator în Parlamentul României. Dan Lungu este unul dintre cei mai de succes autori români în literatura post-decembristă, romanele sale fiind traduse în peste cincisprezece limbi. printre cele mai premiate și bine primite lucrări numărându-se volumele „Raiul Găinilor”, „Sînt o babă comunistă!” și ”Fetița care se juca de-a Dumnezeu”.

## Biografie
Dan Lungu s-a născut la Botoșani pe 15 septembrie 1969, urmând cursurile liceului matematică-fizică „A.T. Laurian” din aceeași localitate, absolvind în anul 1988. Acesta a plecat apoi către Iași, oraș cu care a ajuns să se identifice în activitatea profesională de-a lungul anilor. A terminat studiile de licență la Facultatea de Filosofie, secția Sociologie - Politologie, de la Universitatea „Alexandru Ioan Cuza”, făcând parte din promoția 1995. Prin programul TEMPUS a urmat stagii de pregătire la Lille (Franța), Birmingham (Anglia) și Perugia (Italia). Și-a continuat studiile lucrând și la o teză de doctorat cu titlul „Ipostaze sociologice ale propagandei și manipulării”, focalizată pe relația scriitorilor cu sistemul într-o societate totalitară. Acesta nu și-a legat activitatea formativă doar de Iași, urmând și studii postdoctorale la Universitatea Paris V - Sorbonne, la „Centre de recherche sur les liens sociaux”, pe care le-a finalizat în august 2006. În Paris, Dan Lungu a aprofundat metodele de cercetare în sociologia artei și literaturii, dar și utilizarea cercetărilor sociologice în fundamentarea politicilor culturale. 
Cariera universitară și-a început-o la câțiva ani după Revoluția din România din 1989. Dan Lungu a devenit asistent și apoi lector al Facultății de Sociologie și Științe Social-Politice de la Universitatea „Alexandru Ioan Cuza“ din Iași în 1995, iar din 2004 a devenit conferențiar. Timp de trei luni a fost profesor invitat al Universității Lille I, desfășurând activitate de cercetare la Centrul de studii CLERSE. Teme din activitatea de cercetare se regăsesc ulterior și în cărțile lui Dan Lungu, cum ar viața cotidiană din vremea comunismului, situația femeilor sub regimul totalitar în România, legătura dintre propaganda socialistă și viața de zi cu zi a clasei muncitoare sau dezvoltarea unei conștiințe culturale sub presiunea cenzurii comuniste. 
Dan Lungu înființează în 1996 clubul literar Club 8, despre care Mircea Iorgulescu scria în Revista 22, în iulie 2003, că era „o ambițioasă, insurgentă «reconfigurare» a spațiului literar al vechii capitale a Moldovei”. „Încă mai înainte, în iulie 1998, în prematur dispărutul supliment Vineri al revistei Dilema, fusese publicată «ciorna unui Manifest» al grupului. Intitulată «De ce un monguz vorbitor să fie mai prejos decât o pisică sau ciorna unui Manifest» și conținând, pentru cunoscători și semi-cunoscători, o asumare ironică și actualizată a suprarealismului («vai, vai, vai, săraca tristan tzara a Moldovei»), compunerea alterna stilistic între fronda ostentativ boemă și o gravitate amară a unei revolte, nu doar literare. Atitudini, totuși, devenite accesibile bunuri de consum publicistic și chiar publicitar în ambianța literară și culturală de după 1990.”
Tot Mircea Iorgulescu explică faptul că accentele manifestului Clubului 8 erau diferite, fronda acestuia axându-se mai degrabă pe autoderiziune, și nu pe exhibiționism. În manifest, cei 14 membri scriau explicau motivele existenței Clubului - spiritul critic autentic trebuie să vaporizeze cârdășia de breaslă; suficiența trufașă trebuie să lase loc simțului valorii; blazarea trebuie să se schimbe în curiozitate; tradiția nu trebuie formolizată, ci continuu cucerită etc.
Dincolo de Club 8, Dan Lungu s-a remarcat printr-o implicare continuă în viața culturală ieșeană,  promovând și susținând diferite inițiative independente, în special dintre cele care promovau forme postmoderne de literatură și artă. Acesta a condus timp de doi ani, 2001 - 2002, una dintre cele mai prestigioase reviste de cultură din țară de după 1990, revista Timpul, implicându-se direct în conservarea patrimoniului literar ieșean și moldovean din 2013, de când acesta a devenit director al Muzeului Național al Literaturii Române.
Fiind unul dintre scriitori tineri promovați de Editura Polirom din Iași, într-o perioadă în care tinerii autori nu aveau acces pe piața literară la marile edituri, Dan Lungu a fost văzut ca o voce importantă a generației sale și un susținător fervent al vieții culturale ieșeane. În acest sens, alături de scriitorii Lucian Dan Teodorovici, actualul manager al MNLR, și Florin Lăzărescu, a gândit și a pus bazele în 2013 a Festivalului Internațional de Literatură și Traducere Iași (FILIT) FILIT a devenit încă de la prima ediție cel mai important festival de literatură din țară și unul dintre cele mai importante din Estul Europei, zeci de nume importante ale literaturii contemporane, inclusiv patru Laureați ai Premiului Nobel, participând până în 2017 la evenimentele desfășurate sub egida sa.
Deși pasionat de literatură încă de la o vârstă fragedă, Dan Lungu a debutat oficial la 27 de ani, în 1996, cu un volum de poezii intitulat Muchii. Diferite povestiri ale sale, cum ar fi Buldozeristul, premiat de Editura Nemira în 1997, au fost publicate spre finalul anilor ’90 sub diferite forme, în unele colecții. Ca dramaturg, Dan Lungu a publicat piese în două antologii de teatru, primele sale lucrări fiind „Lecție. Sau ceva de genul acesta”, 1995, pusă în scenă în 2002 la București sub numele „Cu cuțitul la os”. Al doilea astfel de text a fost publicat în „1996 - Vinovatul să facă un pas înainte”, în timp ce debutul în proză scurtă a fost cu apreciata lucrare „Chetă la flegmă”, în 1999. 
Din 2001 este membru al Uniunii Scriitorilor Români, unde a avut mereu poziții ferme împotriva unor abuzuri de care a fost acuzată conducerea USR. În 2011, când Consiliul organizației conduse de Nicolae Manolescu a luat decizia, printr-o Comisie de Monitorizare, Suspendare și Excludere, de a elimina 19 scriitori români notorii din rândurile USR, Dan Lungu și Radu Vancu au inițiat o scrisoare deschisă către conducerea USR. În aceasta au solicitat revocarea acestor excluderi considerate a fi abuzive și au solicitat „demisia în bloc a membrilor acestui Consiliu care, spre dezonoarea lui, a votat «în unanimitate»“.

## Volume publicate

### Literare:
- Muchii (versuri) - Editura Junimea, Iași, 1996
- Cheta la flegmă (proză scurtă) -  Editura OuTopos, Iași, 1999[18]
- Proza cu amănuntul (proză scurtă) - Editura Cronica, Iași, 2003[19][20][21][22]
- Raiul găinilor (fals roman de zvonuri și mistere) - Editura Polirom, 2004[23][24][25][26][27][28][29][30][31][32][33][34][35]
- Băieți de gașcă (proză scurtă) - Editura Polirom, 2005[36][37][38][39][40]
- Sînt o babă comunistă (roman) - Editura Polirom, 2007[41][42][43][44][45][46][47][48][49]
- Cum să uiți o femeie (roman) -  Editura Polirom, 2009[50][51][52][53][54][55][56]
- În iad toate becurile sînt arse - Editura Polirom, Iași, 2011[57][58][59][60][61][62]
- Fetița care se juca de-a Dumnezeu - Editura Polirom, 2015[63][64][65][66][67][68][69][70][71][72][73][74][75]

### Profesionale:
- Cartografii în tranziție (eseuri de sociologia artei și literaturii) – Liternet, București, 2003[76]
- Construirea identității într-o societate totalitară (o cercetare sociologică asupra scriitorilor) - Editura Junimea, Iași, 2003[77]
- Povestirile vieții (teorie și documente) - Editura Universității „Alexandru Ioan Cuza”, Iași, 2003; ed. a 2-a, 2010[78]
- Incursiuni în sociologia artelor (studii, eseuri, articole) - Editura Universității „Alexandru Ioan Cuza”, Iași, 2004[79]
- Evoluția metodelor de cercetare în sociologia artelor: după 1985 - Editura Universității „Alexandru Ioan Cuza”, Iași, 2006
- Tovarășe de drum. Experiența feministă în comunism – Editura Polirom, Iași, 2018[80]

### Antologii și volume colective – românești și străine:
- Tătărași. Memoria unui cartier – în colaborare cu Gențiana Baciu și Matei Bejenaru – Editura Universității „Alexandru Ioan Cuza”, Iași, 2007[81]
- Pas question de Dracula – în colaborare cu Florin Lăzărescu și Lucian Dan Teodorovici – Editions Non Lieu, Franța, 2007[82]
- CLUB 8: poetry – Editura T., traducere de A. J. Sorkin și Radu Andriescu, Iași, 2001[83]
- Ozone friendly. Iași. Reconfigurări literare. O antologie – Editura T, Iași, 2002[84]
- Hat jemand etwas gefragt? Lyrikanthologie CLUB 8 – Editura Versus, Iași, 2003
- Cartea roz a comunismului, Editura Versus, Iași, 2004[85]
- Douze écrivains roumains : Les Belles Etrangères – Editura L’Inventaire, Paris, 2005[86]
- Grenzverkehr. Literarische Streifüge zwischen Ost und West – Editura Drava, Klangenfurt/ Celovec, Austria, 2005
- Cartea cu bunici – Editura Humanitas, 2007[87][88][89]
- Fictions européennes. Littérature et création – Le cahier du CNES, Paris, 2008[90]
- Des soleils différents. Quatorze Ecrivains Roumains – Editura L’Inventaire, Paris, 2009 (coeditare cu Asocia’ia Balkans – Transit)[91]

## Cele mai importante lucrări publicate

#### Raiul găinilor(fals roman de zvonuri și mistere) - Editura Polirom, 2004[92]
„Eroi” ai fostului regim politic, „oamenii muncii”, ce locuiesc într-o mahala a unui oraș de provincie, sunt acum „balastul” noii ordini, pensionari sau șomeri. Azvârliți de istorie la periferia lumii, își petrec timpul în aburi de alcool și zumzet de palavre. Pe măsură ce personajele se adâncesc în discuții, realitatea lasă locul unei lumi formate din amintiri distorsionate, nostalgii, fantasme, frustrări, stereotipuri, proiecte și fantezii excentrice. Iar polii acestei lumi, construită de locuitorii străzii ca loc al refugiului colectiv, sunt fantoma lui Ceaușescu ce stăpânește asupra trecutului și un Occident straniu și nesigur. Un roman scris cu vervă și cu un umor debordant, care nu îl lasă pe cititor să se plictisească nicio clipă.

#### Băieți de gașcă(proză scurtă) - Editura Polirom, 2005[93]
Liceeni guralivi și plini de umor, o fetiță care, în timp ce desenează un sopron, povestește cu inocență lucruri ciudate de acasă, o femeie fără mâini care are drept hobby pictura, o prietenă fliușturatică, indivizi proaspăt îmbogățiți - aceasta este lumea Băietilor de gașcă, o lume pestriță în care întâlnim deopotrivă argoul adolescenților de dinaintea căderii comunismului și metamorfozele României contemporane. Uneori povestirile ne poartă în afara granițelor, la Lille sau Viena. Oriunde ar avea loc, toate întîmplările sunt pline de neprevăzut și de un haz umbrit de o undă de nostalgie.

#### Sînt o babă comunistă (roman) - Editura Polirom, 2007[94]
Ne aflăm la aproape zece ani de la căderea dictaturii ceaușiste, cu puțin timp înaintea alegerilor electorale. Emilia Apostoae, pensionară, care și-a trăit cea mai mare parte a vieții sub regimul „puterii populare”, primește un telefon de la Alice, fiica sa, emigrată în Canada, fiind îndemnată „să nu voteze cu foștii comuniști”. Acest telefon, urmat de alte discuții în contradictoriu, o aruncă pe Emilia într-o adevărată criză identitară, din care încearcă să se salveze rememorând trecutul și căutându-și justificări, în ochii ei și ai fiicei, pentru propriile nostalgii. Însoțiți mereu de umor și autoironie, ne întoarcem spre copilăria și adolescența Emiliei, intrăm în miezul nostalgiei paradoxale după dictatură, pulsăm în ritmurile vieții cotidiene și înțelegem din interior problemele epocii.

#### Cum să uiți o femeie (roman) -  Editura Polirom, 2009[95]
Andi si Marga s-au cunoscut într-o împrejurare ciudată și locuiesc împreună de un an și jumătate. Sunt tineri jurnaliști și lucrează la același ziar dintr-un oraș de provincie, ea la pagina de mondenități, iar el la investigații. Deși lucrurile între ei merg bine, într-o zi Marga dispare, lăsând un sibilinic bilet de adio. În lipsa unei explicații raționale, Andi apelează la un întreg arsenal de strategii ale uitării. Viața lui se complică și mai mult odată cu întâlnirea unui grup de neoprotestanți și cu sentimentul că Dumnezeu e pe urmele sale. Tot răul e spre bine, iar finalul poveștii nu e neapărat fericit, ci doar altfel. Tulburator și amuzant, înfiorat de neliniști existențiale și cutreierat de psihologii accidentate, Cum să uiți o femeie este, în același timp, o carte despre dizolvarea mizantropiei și recucerirea inocenței, despre toleranță, despre cum se poate vorbi despre Dumnezeu în ziua de azi.

#### În iad toate becurile sînt arse - Editura Polirom, Iași, 2011[96]
Victor trăiește cu sentimentul că, după copilărie și adolescență, percepute drept cele mai frumoase perioade ale vieții sale, prezentul se derulează monoton. Nemulțumirii pricinuite de munca sa bizară i se adaugă obsesia că soția lui, vesela Veronica, s-a transformat în timp într-o femeie ce nu mai are nimic din farmecul și visurile fetișcanei cu care s-a însurat. El își proiectează mereu în minte filmul trecutului, cînd, alături de gașca de colegi de liceu, totul avea sens și savoare. În preajma Crăciunului are însă parte de o surpriză: întâlnește un barbat care vorbește o limbă stranie. Alături de acesta și de traducătoarea sa, Victor intră într-o aventură ce i-ar putea schimba viața.

#### Fetița care se juca de-a Dumnezeu - Editura Polirom, 2015[97]
Un roman surprinzător, emoționant și plin de umor care explorează, prin ochii inocenți ai Rădiței și cei ai mamei sale, un fenomen ce a marcat profund România postcomunistă: emigrația temporară. Pentru a-și scoate familia din impas financiar, Letiția hotărăște să plece la muncă în străinătate pentru cîteva luni. Prin intermediul unei cunoștințe ajunge la Roma, în Italia, unde face menaj și îngrijește de bătrîna familiei Bosse, Nona. Întîmplător, întîlnește o fostă colegă de liceu, Laura, o veterană a locurilor de muncă precare, fire puternică, spontană și onestă, care îi deapănă povestea ei de emigrantă. Acasă, au rămas cele două fetițe: Rădița – sensibilă, introvertită – în grija bunicilor și Mălina în cea a soțului Letiției, Vali. Aflată la început de școală și puternic atașată de mama sa, Rădița suferă în urma despărțirii așa cum numai copiii pot să o facă, cu tot corpul și toată imaginația. Cele cîteva luni preconizate se tot lungesc, planurile de viitor suferă mereu schimbări, iar efectele secundare ale plecării se dovedesc imprevizibile. Ne aflăm în fața unui roman tulburător, în care sînt îmbinate subtil o varietate de teme: copilăria, inocența, înstrăinarea, confruntarea mentalităților, relațiile de cuplu sau reconfigurarea identității. Totul într-o construcție plină de tensiune și cu un limbaj proaspăt, efervescent.

## Dramaturgie și ecranizări
- Cu cuțitul la os

o  Green Hours (Teatrul „Luni”), București, 2002, regia: Bogdan Tudor
- Nuntă la parter

o  Teatrul „Odeon”, București, 2003, regia: Peter Kerek
o  Teatrul „Luceafărul”, Iași, 2006, spectacol-lectură, regia: Ovidiu Lazăr
- Vrăjitoarea pofticioasă

o  Teatrul „Luceafărul”, Iași, 2003 și 2006, regia: Ion Ciubotaru
- La mulți ani!, parcă așa se spune, nu?

o  Piesă câștigătoare a Bursei de texte noi „Dramafest”, 2008
- Sînt o babă comunistă!

o  Ecranizat în regia lui Stere Gulea, cu premiera în România pe 23.08.2013
o   Ateneul Tătărași din Iași, 2013, regia: Lucian Dan Teodorovici
o   Teatrul „Bouwkunde”, Deventer, Olanda, 2010, regia: Henk Kleinmeijer
o   Teatrul „Katona József”, Budapesta, Ungaria, 2013, regia: Tamar Török și Csoma Judit
o   Teatrul de Balet din Sibiu, Sibiu, 2015, spectacol de dans-teatru, coregraf: Aleisha Gardner
o   Teatrul Național „Radu Stanca”, Sibiu, 2016, regia: Mariana Mihu-Plier

## Vizibilitatea internațională
Cărțile lui Dan Lungu au fost traduse în engleză, franceză, germană, italiană, spaniolă, poloneză, slovenă, maghiară, bulgară, greacă, norvegiană, macedoneană, ucraineană și turcă. Ele au fost primite pozitiv de către critica internațională și au contribuit la notorietatea care i-a permis lui Dan Lungu să fie unul dintre inițiatorii FILIT. Unul dintre cele mai de succes volume este „Sînt o babă comunistă!”, tradus în 13 limbi, fiind publicat și în SUA. Versiunea franceză a fost dublu nominalizată la Premiile Europene „Jean Monnet”, Franța, 2008, iar versiunea poloneză a fost nominalizată la Premiul pentru literatură central-europeană „Angelus”, în 2011. În 2010, a avut loc premiera piesei de teatru „Baba comunistă”, un monolog susținut de actrița olandeză Theaa Rijsewijk și regizat de Henk Kleinmeijer, pe scena Teatrului Bouwkunde din Deventer, Olanda. „Sînt o babă comunistă!” a fost adaptată cinematografic în regia lui Stere Gulea, după un scenariu de Stere Gulea, Lucian Dan Teodorovici și Vera Ion, cu Luminița Gheorghiu, Marian Râlea și Ana Ularu în rolurile principale. Filmul a fost lansat în cinematografele din România în august, 2013. În luna decembrie a aceluiași an, la Ateneul Tătărași din Iași a avut loc premiera națională a piesei „Sînt o babă comunistă!”, cu un text adaptat după romanul lui Dan Lungu și în regia lui Lucian Dan Teodorovici. În aprilie 2014, în Sala Studio a Teatrului Maghiar „Csiky Gergely” din Timișoara, a avut loc spectacolul-eveniment „Sînt o babă comunistă”, în interpretarea uneia dintre cele mai mari actrițe din Ungaria, Csoma Judit. Spectacolul de la Timișoara a fost o producție a Teatrului „Katona Jozsef” din Budapesta, care a pus în scenă, de altfel, romanul lui Dan Lungu, în anul 2013.  În mai 2015, a avut loc la Teatrul de Balet Sibiu premiera spectacolului de dans-teatru „Sînt o babă comunistă!”, inspirat, de asemenea, de romanul omonim scris de Dan Lungu. Spectacolul a avut la bază un libret scris de autorul romanului, coregrafia fiind realizată de tânăra coregrafă neozeelandeză Aleisha Gardner.  

## Volume traduse
- Raiul găinilor (fals roman de zvonuri și mistere)

o  Le paradis des poules - Editura Jacqueline Chambon, 2005, Franța
o  Das Hühner-Paradies - Editura Residenz Verlag, 2007, Austria
o  Kokosji raj - Editura Apokalipsa, 2007, Slovenia
o  Il paradiso delle galline - Editura Manni  Editore, 2010, Italia
o  El paraíso de las gallinas - Icaria Editorial, 2011, Spania
o  Tyúkok a mennyben - Editura Pont Kiado, 2017, Ungaria
o  Editura Colibri, 2010, Bulgaria
- Băieți de gașcă

o  Klasse Typen - Editura Drava Verlag, 2007, Austria
- Sînt o babă comunistă

o  Je sui sune vieille coco! - Editura Jacqueline Chambon, 2008, France
o  Egy komcsi nyanya vagyok! – Editura Jelenkor, 2008, Ungaria
o  Die rote Babuschka - Editura Residenz Verlag, 2009, Austria
o  Jestem komunistyczną babą! - Editura Czarne, 2009, Polonia
o  !Soy un vejestorio comunista! - Editura Pre-Textos, 2009, Spania
o  Sono una vecchia comunista - Grupul Editorial Zonza, 2009, Italia
o  Komünist Bir Kocakarıyım - Editura Apollon, 2009, Turcia
o  Червена бабичка съм! - Editura Faber Print Ltd., 2009, Bulgaria
o  Sono una vecchia comunista - Editura Aisara, 2011, Italia
o  Ja sam baba komunistica - Editura FilMat Naklada, 2014, Croația
o  Jeg er ei kommunistkjerring - Editura Bokvennen, 2014, Norvegia
o  Komünist Bir Kocakarıyım  - Editura Bencekitap, 2015, Turcia
o  I'm an Old Commie! - Editura Dalkey Archive Press, 2017, SUA
- Cum să uiți o femeie

o  Comment oublier une femme - Editura Actes Sud, 2009, Franța
o  Wie man eine frau vergisst  - Editura Residenz Verlag, 2010, Austria
o  Hogyan felejtsünk el egy nőt - Editura Magveto Kiado, 2010, Ungaria
- Fetița care se juca de-a Dumnezeu

o  O dziewczynce, która bawiła się w Boga - Editura Amaltea, 2016, Polonia
o  A kislány, aki Istent játszott - Editura Noran Kiado, 2018, Ungaria
o  Editura Colibri, 2017, Bulgaria

## Activitatea politică
Dan Lungu a intrat în viața politică în 2016, devenind membru activ al nou-înființatului partid Uniunea Salvați România. Acesta a și candidat pe listele acestui partid la alegerile parlamentare, fiind pe prima poziție a propunerilor pentru ocuparea locurilor în Senatul României. Ajuns senator, Dan Lungu a militat pentru reapropierea tinerilor de lectură prin finanțarea de către Ministerele Educației Naționale și al Culturii și Identității Naționale de programe prin care să încurajeze lectura în rândul claselor primare și în mediul rural. El a mai realizat demersuri și pentru a modifica legislația privind accesul la finanțare de către ONG-uri și persoane fizice prin legislația deja aflată în vigoare în România, încercând, în același timp, să identifice care sunt motivele pentru care căminele culturale au fost abandonate și nu mai aparțin de nicio structură administrativă. A inițiat campania „Până hăt de carte” prin care a strâns peste zece mii de cărți de la donatori din toată țara pe care le folosește, lunar, pentru a dota bibliotecile din zonele rurale. Până acum au fost livrate cărți către 28 de biblioteci din satele ieșene și două centre de plasament.

## Aprecieri critice
Aprecierile criticilor au fost în mare parte pozitive, Bianca Burța-Cernat incluzându-l pe Dan Lungu într-un articol din Observatorul cultural în categoria autorilor buni, de urmărit, alături de Cezar Paul-Bădescu, Victoria Comnea, Radu Pavel Gheo, Ana Maria Sandu, Cecilia Ștefănescu și Lucian Dan Teodorovici, dar sub categoria de autori foarte buni precum Petre Barbu, T. O. Bobe, Filip Florian, Florin Lăzărescu, Sorin Stoica și Bogdan Suceavă. Criticii variază în observații, dar remarcă în structura operelor sale un amestec pregnant între neorealism și postmodernism. Însuși Dan Lungu accentuează afilierea într-o formă de neomodernism denumită microsocial, concentrată pe subiecte de zi cu zi și pe interacțiunile de bază dintre oameni. Scriitorul s-a declarat influențat de autorii străini Peter Handke, Michel Houellebecq și Elfried Jelinek, opera sa conținând, în opinia criticului Dan C. Mihăilescu, influențe din filmele regizorului Emil Kusturica. De altfel, în prefața cărții „Raiul găinilor. Fals roman de zvonuri și mistere”, Mircea Iorgulescu descrie legătura cu Kusturica prin metafora epică a comparării „strigilor ceaușismului cu umor bulgakovian”. „Dan Lungu reia două teme foarte productive în proza românească a secolului al XX-lea, a periferiei și a locului în care nu se întâmplă nimic. Lumea din Raiul găinilor este una derizorie, scufundată în mediocritate, diformă până la monstruos. De aici, din monstruozitate derizoriului, din atrocitatea nimicului, se naște neliniștea”, se precizează în sursa citată. 
„Sub pretextul confesiv se ascunde un roman foarte bun, de un umor copios, scris la persoana I, pe una dintre temele de cea mai mare actualitate: (im)posibilitatea de a împăca amintirile fericitei copilării și tinereți cu recunoașterea abjecției comuniste. (…) Cu Dan Lungu, și nu numai cu el, literatura noastră pare, din fericire, să se despartă de complexul genialității și al capodoperei, reapropiindu-se de cititor” - Mihaela Ursa, „Baba comunistă c’est moi!”, revista Apostrof a Uniunii Scriitorilor din România, Anul XVIII, nr. 6, 205

„E unul dintre marii noștri prozatori de azi, dar e și unul dintre puținii scriitori români care știu să organizeze ceva de anvergură, de pildă un mare festival internațional de literatură. Dan Lungu nu face pe vedeta literară, deși e un romancier fără cusur, care e printre puținii care au tiraje respectabile la noi și e tradus și citit în străinătate. Iar sociologul Dan Lungu e cum nu se poate mai interesant” - Cristian Dan Teodorescu, 10 august 2016, revista Cațavencii.

„I-am citit toate cărțile de proză, de la «Cheta la flegma» (1999) la recentul «Sînt o babă comunistă!», și pot deci să-mi sprijin afirmația pe un contract de lectură și interpretare mai vechi, dar mereu înnoit. Care afirmație? Aceea că Dan Lungu este unul dintre cei mai buni și mai importanți prozatori ai noștri din ultimul deceniu. (…) Dacă talentul său era vizibil de la bun început, treptat s-a putut vedea mai bine că Dan Lungu are un proiect artistic (ca și unul științific) de care «se ține» cu consecvență și profesionalism. Cele doua sfere, proza și sociologia, interferează de altfel în mod profitabil, așa cum, la regretatul Sorin Stoica, proza și antropologia comunicau la un nivel de adâncime” - criticul literar Daniel Cristea-Enache, Suplimentul de Cultură, numărul 158.

„Bobe, Stoica, Bădescu, Florian, Teodorovici, Lungu, Bleoca, Mihuleac scriu o proză a criticii sociale implicite, subtile, a hazului de necaz situațional, a observației fine de psihologie a maselor și individului dus de valul colectiv împotriva curenților propriei voințe. Subiecții experimentului sunt mult mai diversificați, acesta limitându-se doar arareori la simpla explorare a intimității persoanei întîi”, Cristina Chevereșan, România Literară, în eseul „Generația electroșoc”.

## Interviuri
- „Literatura română este scrisă într-o limbă minunată, dar de circulație restrânsă”

- „Nu pot scrie o oră sau două pe zi, după care să-mi plimb cățelul sau să fac cumpărături”
- „Uniunea Scriitorilor are cea mai proastă imagine din toată perioada postdecembristă“
- „Nu am făcut rabat la calitate, iar spiritul european a rămas nealterat”
- „La Botoșani, am trăit ca într-un Disneyland al copilului proletar“
- „Nu numai că situația nu mi se pare normală, cred că e revoltătoare”
- „Când te înhami la un roman, trebuie să ai mare încredere în tine.”
- „Scriitorii erau mari personalități în perioada comunismului”
- „Nu există lucruri banale, ci doar priviri plictisite” Arhivat în 27 ianuarie 2020, la Wayback Machine.
- „Literatura română este scrisă într-o limbă minunată, dar de circulație restrânsă”
- „Astăzi dacă publici un roman, un bestseller în 10.000 de exemplare, îți poți cumpăra cel mult o bicicletă”
- „Ca scriitor, ai o realitate foarte complicată în jurul tău”

## Premii și distincții
- Premiul Societății Junimea pentru activitatea literară, 1993
- Premiul Editurii Eminescu la Concursul național „Porni Luceafarul”, 1994
- Premiul Editurii Nemira pentru proză scurtă, 1997
- Premiul USR, filiala Dobrogea, pentru debut în proză, 1999
- Premiul Goethe Zentrum, pentru promovarea originalitătii, ca reprezentant al Club-ului 8, 2001
- Premiul USR, filiala Iasi, pentru proză, 2005
- Premiul „V. Pogor”, al Primăriei Municipiului Iasi, pentru activitate literară, 2007
- Dublu nominalizat la Premiile Jean Monnet, Franta, 2008
- Chevalier de l’Ordre des Arts et des Lettres, oferit de statul francez, 2011
- Premiul Național pentru Proză al Ziarului de Iași pentru „Fetița care se juca de-a Dumnezeu”, 2015